# (26168) Kanaikiyotaka
(26168) Kanaikiyotaka est un astéroïde de la ceinture principale.

## Description
(26168) Kanaikiyotaka est un astéroïde de la ceinture principale. Il fut découvert le 24 novembre 1995 à Ojima par Tsuneo Niijima. Il présente une orbite caractérisée par un demi-grand axe de 2,23 UA, une excentricité de 0,16 et une inclinaison de 4,7° par rapport à l'écliptique.

## Compléments